# Altneuland
Altneuland (dansk: Gammelt nyt land) er en politisk utopisk roman fra 1902 skrevet af zionismens grundlægger Theodor Herzl. Bogen skitserer, hvorledes Herzl forestillede sig en jødisk stat i Palæstina kunne fungere. Den er blevet en af zionismens grundlæggende tekster. Den er oversat til jiddisch af Israel Isidor Elyashev, men ikke til dansk.

## Handling
Friedrich Löwenberg er en ung jødisk intellektuel fra Wien, der er træt af europæisk dekadence. Han slutter sig til en prøjsisk aristokrat, Kingscourt, på hans rejse til en afsidesliggende stillehavsø. På turen til Stillehavet gør de holdt i Jaffa i Palæstina, som de oplever som et tilbagestående, fattigt og sparsomt befolket område – nøjagtigt som det så ud ved Herzls besøg i 1898. Efter tyve år på øen, afskåret fra omverdenen, passerer Löwenberg og Kingscourt Palæstina på deres vej tilbage til Europa. De finder Palæstina forandret til et frit, åbent, kosmopolitisk og moderne samfund, baseret på en vital kooperativ industri og højteknologisk kunnen. I de to årtier havde europæiske jøder genopdaget og genbefolket deres gamle land Israel.

## Temaer
Herzls roman fremstiller i Altneuland en skabelon for en jødisk national frigørelse, som postuleret i hans tidligere bog fra 1896; Der Judenstaat (Jødestaten). Ideologisk og utopisk beskrives et ideelt samfund der har klaret både religiøst had og at indføre et liberalt og social retfærdig lighedsorienteret Altneuland. Herzls utopiske vision var også en socialistisk vision, omend ikke dogmatisk. Altneulands "nye samfund" var baseret på kollektivisme og en velfærdsstat, uden at undergrave den private entreprenørånd. Som en sand modernist så afsvor Herzl klassesamfundet, men uden at frasige sig Europas kulturarv. Hans vision forudsatte ikke en genoplivning af hebraisk, snarere forestillede han sig et tysktalende samfund baseret på europæiske skikke og kulturelle traditioner: opera, teater. Altneulands kulturelle og industrielle center var ikke den traditionelle by Jerusalem, men den nye og moderne by Haifa.

## Socialisme og zionisme
Altneuland fik umiddelbar indflydelse på den fremvoksende zionistiske bevægelse og var som en af de største inspirationskilder for socialistisk zionisme, som blev den afgørende form for zionisme i de tidlige år, og hvor sætningen: "Hvis du vil det – er det ingen drøm" fra bogen blev et zionistisk slogan. De kooperative landbrug, som beskrives i bogen, blev på mange måder en forgænger for hele kibbutz bevægelsen. Ahuzat Bayit, den første nye jødiske by fra 1909, blev hurtigt omdøbt til Tel Aviv efter bogens titel oversat til hebraisk af Nahum Sokolov (en sammensætning af "gammel"="Tel" – og "ny" her i form af ordet for forår "Aviv").